# Night Lovell
Шермар Куба Пол (англ. Shermar Cuba Paul, 29 мая 1997, Оттава, Онтарио, Канада) — более известный как Night Lovell —    канадский рэпер, автор песен и музыкальный продюсер. На 2024 год выпустил четыре полноформатных альбома и микстейп Concept Vague, который стал визитной карточкой исполнителя в начале карьеры. Несмотря на канадское происхождение, Night Lovell более популярен вне своей страны, в частности, в Восточной Европе и России. Его треки, наложенные на видео о стритрейсе обрели популярность среди восточноевропейской аудитории. Невзирая на уникальную особенность манеры исполнения треков, характеризует своё творчество как хип-хоп.

## Биография
Night Lovell родился 29 мая 1997 года в Оттаве, провинция Онтарио, Канада. Отец был исполнителем хип-хопа под псевдонимом MC Renegade и оказал огромное влияние на последующую карьеру сына. Шермар был закрытым от сверстников подростком, но занимался спортом и даже представлял сборную Канады на юношеской Олимпиаде 2013 года в Донецке, участвовал в забегах на 200 метров. Несмотря на хорошие перспективы в спорте, в 2014 году увлекся созданием музыки под псевдонимом KLNV (Killanov) и бросил спорт ради творчества. Его песня «Dark Light» стала вирусной в 2014 году на платформе Youtube, после чего артист получил широкую известность. Свой первый микстейп Concept Vague, после которого имя Night Lovell стало узнаваемым, Шермар записал у себя дома. Night Lovell неоднократно упоминал группу $uicideboy$, как одну из своих любимых групп и оказавшую на его творчество большое влияние. В мае 2018 года вышел совместный трек $uicideboy$ и Night Lovell — JOAN OF ARC. В одном из интервью Шермар заявил, что музыка помогает ему справляться с «темными мыслями». Творчество Night Lovell часто относят к жанру хорроркор.

## Дискография

### Альбомы
- Red Teenage Melody (2016)
- GOODNIGHT LOVELL (2019)
- Just Say You Don’t Care (2021)
- I HOPE YOU'RE HAPPY (2023)

### Мини-альбомы
- I’ll Be Back (2015)

### Микстейпы
- Concept Vague (2014)

### Синглы
- Dark Light (2014)
- Deira City Centre (2014)
- Off Air (2014)
- Beneath (2014)
- Still Cold/Pathway Private (2015)
- Give Me The Keys (при участии Dylan Brady) (2015)
- Shaded Summers (2015)
- Fraud (2015)
- Louis V (2016)
- Contraband (2016)
- Whoever U Are (2017)
- RIP Trust (2017)
- Jamie’s Sin (2017)
- Joan of Arc (при участии $uicideboy$) (2018)
- Bad Kid (2019)
- Lethal Presence (2019)
- I Heard You Were Looking For Me (2020)
- Alone (2020)
- Counting Down The List (2021)
- Mr. Make Her Dance (2022)
- Eye Spy (2022)

### Участие в синглах
- Do You Think I’m Mean? (2015) (Cake Pop при участии Dylan Brady, Robel Ketema & Night Lovell)
- Worldwide (2015) (MISOGI при участии Curtis Heron, Night Lovell, Fifty Grand & Dylan Brady)
- Up North (2015) (Nok from the Future при участии Cousin Stizz & Night Lovell)
- Still Finessin’ (2016) (Nessly при участии Night Lovell)
- Fukk!CodeRED (2019) (Lil West при участии Night Lovell)
- FeelTheRage (2018) (Lil Gnar при участии Night Lovell & Joji)
- Love Kills Slowly (2018) (DJ Scheme при участии Fat Nick & Night Lovell)
- Too Much (2018) (Wavy Drexler при участии Night Lovell)
- Pay Me (2019) (Lil West при участии Night Lovell)
- Human (2020) ($NOT при участии Night Lovell)

### Гостевое участие
- Dylan Brady — 314 (при участии Night Lovell) (2015)
- Dylan Brady — Let Go / Enemies (при участии Nok from the Future & Night Lovell) (2015)
- Dylan Brady — KIDS (при участии Night Lovell) (2015)
- Пуя — Don’t Bang My Line (при участии Night Lovell) (2018)
- Ramirez — Red Dot (при участии Night Lovell) (2020)
- Blvc Svnd — Omen (при участии Night Lovell) (2017)
- $NOT — Human (при участии Night Lovell) (2021)
- $NOT — Ms Porter (при участии Night Lovell) (2022)

### Интервью
1. «The Break Presents: Night Lovell — XXL». XXL Mag. Retrieved 24 March 2018.
2. https://www.musicinsight.com.au/news/night-lovell-announces-first-ever-australian-nz-tour/
3. https://www.youtube.com/watch?v=ed4Ip7122AQ&t=
4. https://www.youtube.com/watch?v=iq2IgU03blM
5. https://www.youtube.com/watch?v=vkDdAsIiWHU&t=